# Šomrat
Šomrat nebo Šamrat (hebrejsky שָׁמְרַת nebo שומרת, v oficiálním přepisu do angličtiny Shamerat, přepisováno též Shomerat) je vesnice typu kibuc v Izraeli, v Severním distriktu, v Oblastní radě Mate Ašer.

## Geografie
Leží v nadmořské výšce 12 metrů v intenzivně zemědělsky využívané a hustě osídlené Izraelské pobřežní planině, nedaleko západních okrajů svahů Horní Galileji, 2 kilometry od břehu Středozemního moře a 15 kilometrů od libanonských hranic. Severně od vesnice protéká vádí Nachal Jasaf.
Obec se nachází na severním okraji města Akko, cca 100 kilometrů severoseverovýchodně od centra Tel Avivu a cca 17 kilometrů severovýchodně od centra Haify. Šomrat obývají Židé, přičemž osídlení v tomto regionu je převážně židovské. Oblasti centrální Galileji, které obývají izraelští Arabové, začínají až dále k východu. Jižně od kibucu ale leží město Akko s částečně arabskou populací.
Šomrat je na dopravní síť napojen pomocí severojižní tepny dálnice číslo 4.

## Dějiny
Šomrat byl založen v roce 1948. 28. května 1948 se zde usadila osadnická skupina tvořená židovskými přistěhovalci z Rumunska, Maďarska a Československa (přesněji ze Slovenska) napojenými na mládežnickou sionistickou organizaci ha-Šomer ha-ca'ir. Většina z nich byla předtím internována britskými úřady na Kypru. Během války za nezávislost v roce 1948 bojovali zdejší osadníci v oblasti poblíž vesnice Ramat Jochanan. Po ovládnutí západní Galileji židovskými silami se tato osadnická skupina přemístila do prostoru severně od města Akko. Po roce se pak přesunula do nynější lokality, cca 2 kilometry severněji.
Počátkem 21. století prošel kibuc privatizací, po které jsou jeho členové odměňováni individuálně, dle vykonané práce. Ekonomika obce je založena na zemědělství a turistickém ruchu. V Šomrat fungují zařízení předškolní péče. Základní škola Gvanim (גוונים) je v obci Ejn ha-Mifrac.

## Demografie
Obyvatelstvo kibucu Šomrat je sekulární. Podle údajů z roku 2014 tvořili naprostou většinu obyvatel v Šomrat Židé (včetně statistické kategorie "ostatní", která zahrnuje nearabské obyvatele židovského původu ale bez formální příslušnosti k židovskému náboženství).
Jde o menší sídlo vesnického typu s dlouhodobě stagnující populací. K 31. prosinci 2014 zde žilo 426 lidí. Během roku 2014 populace stoupla o 1,9 %.
| Rok            | 1948 | 1961 | 1972 | 1983 | 1995 | 2001 | 2003 | 2004 | 2005 | 2006 | 2007 | 2008 | 2009 | 2010 | 2011 | 2012 | 2013 | 2014 |
| -------------- | ---- | ---- | ---- | ---- | ---- | ---- | ---- | ---- | ---- | ---- | ---- | ---- | ---- | ---- | ---- | ---- | ---- | ---- |
| Počet obyvatel | 127  | 262  | 282  | 388  | 365  | 369  | 368  | 348  | 348  | 347  | 357  | 348  | 397  | 398  | 405  | 418  | 418  | 426  |